# Vladimir Jakovlevič Zubcov
Vladimir Jakovlevič Zubcov (in russo Влади́мир Я́ковлевич Зубцов?; [vɭˈɑdʲɪ́mʲˈir ˈj͡ákʌvɭʲivʲˈit͡ʃʲ zupt͡sˈof], noto come Zazubrin (Penza, 25 maggio 1895 – Mosca, 28 settembre 1937) è stato uno scrittore e giornalista sovietico.

## Biografia
Vladimir Jakovlevič Zubcov nacque a Penza nel 1895. Sua madre era di famiglia operaia; suo padre, di estrazione contadina, studiando da autodidatta divenne un procuratore legale, ma nel 1907 venne confinato a Syzran' per aver partecipato alla rivoluzione del 1905.
Vladimir Zubcov si dedicò sin dall'inizio all'attività politica: in un primo periodo, lavorò per una rivista clandestina e nel 1914 entrò nelle file dei bolscevichi. Fu arrestato nel febbraio del 1917 allorché considerato membro della polizia segreta zarista, l'Ochrana, ma venne rimesso in libertà quando si scoprì che vi si era infiltrato per raccogliere informazioni per i bolscevichi. Dall'aprile del 1917 iniziò a lavorare per il giornale Proletario (in russo Пролетарий?, Proletarij). Fu di nuovo arrestato, per un breve periodo, in Kazakistan, dove si era recato insieme ad altri militanti per raccogliere fondi per la propaganda.
Dopo aver combattuto nella rivoluzione del 1917, fu membro del comitato rivoluzionario della scuola militare di Pavlovsk a Pietrogrado e poi segretario del commissario per la Banca di Stato. Nella primavera del 1918 ritornò a Syzran', al tempo sotto il dominio dei Bianchi. Nell'ottobre del 1919, Zazubrin disertò e raggiunse i partigiani dell'Armata Rossa, coi quali combatté a Kansk. Ammalatosi di tifo, e dopo aver rischiato di morire, cominciò a scrivere il suo primo romanzo Due Mondi. Nell'ottobre del 1923 divenne segretario di redazione di Luci siberiane (in russo Сибирские огни?, Sibirskie ogni). Tentò di pubblicare il racconto La scheggia, ma la censura glielo impedì.
Nel 1928 venne sollevato dal suo incarico di dirigente dell'Unione degli scrittori siberiani, di cui era stato uno dei fondatori. Morì una decina di anni più tardi, vittima delle purghe staliniane.

## Opere
- Due Mondi (Два мира), 1921
- La verità pallida (Бледная правда), 1923
- Il convitto (Общежитие), 1923
- La scheggia (Щепка), 1923
- Le montagne (Горы), 1933